# 8,8 cm FlaK
8,8 cm FlaK, förkortning för Flugabwehr-Kanone, ingick i en serie av tyska luftvärnskanoner från andra världskriget. I överförd bemärkelse kallar amerikanska flygare salvor från luftvärn för the flak. Efter luftvärnselden de tvingades passera när de flög in över ockuperad mark under andra världskriget. 
Efter Tysklands förlust i första världskriget skrevs i Versaillesfördraget in strikta begränsningar av den tyska artilleritillverkningen. Detta ledde till att Tysklands största vapenkoncern, Krupp, skickade ett forskningsteam till Sverige för att där ta fram en ny luftvärnskanon. Resultatet blev slutligen en 8,8 cm kanon som fick beteckningen Flak 18. Efter nazisternas maktövertagande 1933 började kanonen tillverkas i Tyskland. Modellen kallades officiellt 8,8 cm FlaK 18, 36 eller 37 men kunde även inkludera nyare och kraftfullare modeller, såsom FlaK 41 och 43, trots att dessa var helt andra vapen.
Kanonen visade sig även vara en effektiv om än improviserad pansarvärnskanon vilket ledde till att man utvecklade en ny linje av kanoner för pansarvärnsändamål. Dessa blev kända som PaK 43 (Panzerabwehrkanone 43, pansarvärnskanon 43) och var huvudbestyckning för pansarvärnsvagnar såsom Jagdpanther. Mer känd är kanske stridsvagnsversionen KwK 36 (KampfwagenKanone 36), använd i Tiger I. 

## Varianter

### Varianter som använder 88×571R mm patroner
- FlaK 18: Började produceras 1933 av Krupp. Transporterades på en Sonderanhänger 201-trailer.
  - Mod 1938 I
  - Mod 1940
  - Mod 1938 II
- FlaK 36: Vidareutveckling av FlaK 18 med ett tvådelat eldrör och en ny trailer Sonderanhänger 202, som visserligen var tyngre men som gjorde processen att ställa i ordning pjäsen för eldgivning mycket snabbare.
  - Mod 1940
- FlaK 37: Ren luftvärnspjäs avsedd för statiskt bruk, med en enklare trailer.

### Varianter som använder 88×855R mm patroner
- FlaK 41: Producerad av Rheinmetall-Borsig

### Varianter som använder 88×822R mm patroner
- 8,8 cm Gerät 42: Krupps förslag på en ersättare till FlaK 36 med längre eldrör och högre maximal skjuthöjd. Förlorade kampen mot Rheinmetall-Borsigs förslag som fick ta över modellnamnet FlaK 41. Krupp fortsatte utvecklingen av pjäsen som kom att mynna ut i 8,8 cm PaK 43 och 8,8 cm KwK 43.

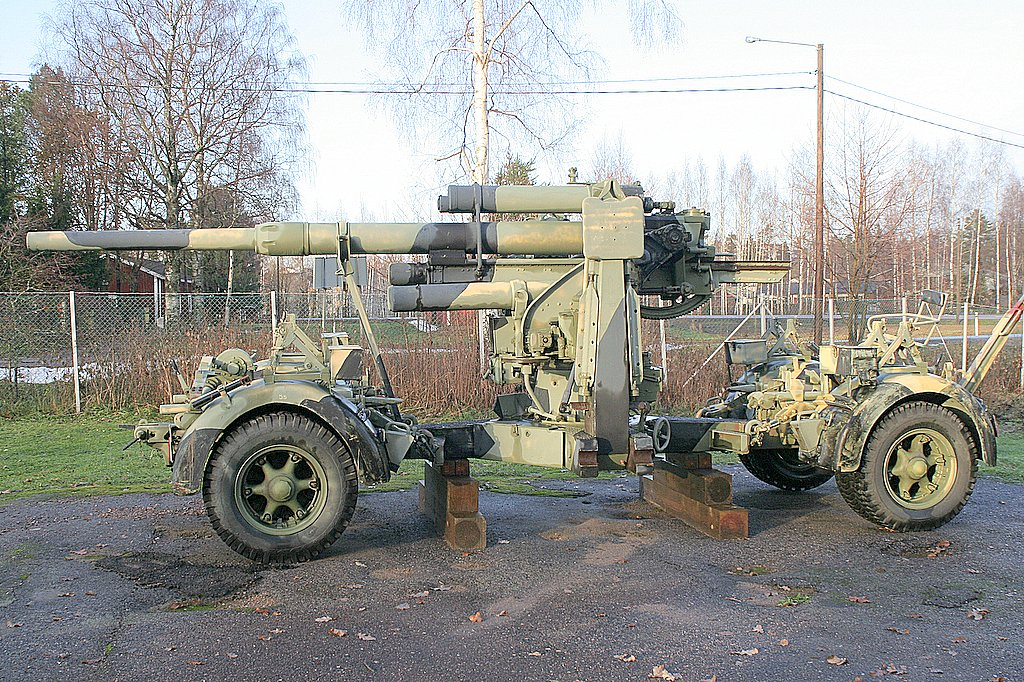
8,8 cm FlaK 37 på luftvärnsmuseet i Tusby, Finland.

## Bevarade exemplar
- Imperial War Museum (Storbritannien)
- Belgrads militärhistoriska museum (Serbien)